# Kevin Smith

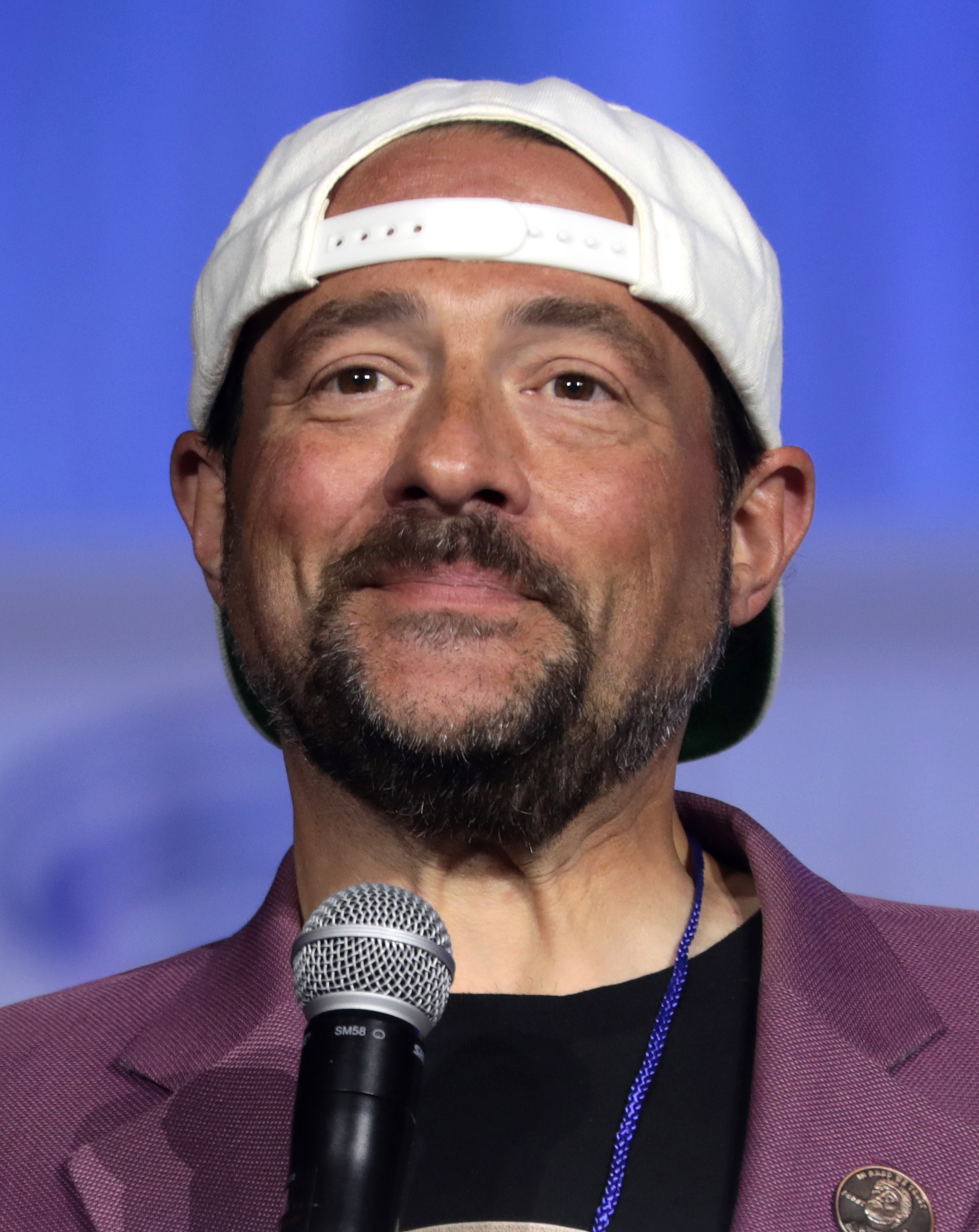
Kevin Smith auf der Comic-Con International 2019

Kevin Patrick Smith [ˈkɛvɪn ˈpætɹɪk ˈsmɪθ] (* 2. August 1970 in Red Bank, New Jersey) ist ein US-amerikanischer Regisseur, Produzent, Drehbuchautor, Schauspieler und Comicautor.

## Leben und Wirken
Smith ist seit 1994 als Regisseur, Drehbuchautor und Produzent aktiv, außerdem auch als Filmeditor seiner eigenen Inszenierungen. Sein inszenatorisches Schaffen umfasst mehr als zwei Dutzend Produktionen, gelegentlich ist er auch für Fernsehformate tätig. Als Produzent war er an mehr als drei Dutzend Produktionen in verschiedenen Funktionen beteiligt, für Film und Fernsehen gleichermaßen.
Bekannt ist Smith vor allem für seine Reihe der New-Jersey-Filme. Er besetzt die Rollen in seinen Filmen häufig mit den Schauspielern Ben Affleck, Jason Lee, Jason Mewes und Walter Flanagan. Seit Mae Day (1992) arbeitet er mit dem Produzenten und Freund Scott Mosier zusammen, mit dem er auch die Produktionsfirma View Askew Productions gegründet hat. Langjähriger Kameramann bei seinen Produktionen war David Klein. Darüber hinaus ist er Inhaber von Jay and Silent Bob’s Secret Stash, einem Comic- und Fanartikel-Shop in Red Bank, in dem auch einige Szenen für Jay und Silent Bob schlagen zurück gedreht wurden. Die meisten seiner Filme spielen in seinem Heimatstaat New Jersey. Mit Masters of the Universe – Revelation entwickelte er eine neue He-Man-Serie, die im Juli 2021 bei Netflix anlief.
Als Schauspieler tritt er in seinen eigenen Filmen meist in der Rolle der Kunstfigur Silent Bob auf. Außerdem spielte er prominent in Stirb langsam 4.0 die Rolle des Warlock. Sein Schaffen umfasst die Beteiligung an mehr als 60 Produktionen für Film und Fernsehen. Als Comicautor schrieb er unter anderem an Serien von Green Arrow (DC) und Daredevil (Marvel) mit.
Smith ist seit 1999 mit Jennifer Schwalbach Smith verheiratet. Die beiden haben eine gemeinsame Tochter namens Harley Quinn Smith, benannt nach dem gleichnamigen Batman-Charakter.
Vor allem seine frühen Werke sind von Kritikern und Publikum gelobt worden und wurden mehrfach ausgezeichnet. Bei den Internationalen Filmfestspiele von Cannes 1994 brachte ihm die Arbeit an Clerks – Die Ladenhüter den Award of the Youth und Mercedes-Benz Award ein. Bei den Independent Spirit Awards 1998 wurde Smith für Chasing Amy ausgezeichnet. 2005 erhielt er den Empire Independent Spirit Award.
Zusammen mit Scott Mosier veröffentlicht er einen wöchentlich erscheinenden Podcast mit dem Titel SModcast.

## Filmografie (Auswahl)
- 1992: Mae Day: The Crumbling of a Documentary
- 1994: Clerks – Die Ladenhüter (Clerks, R+D+B)
- 1995: Mallrats (R+D)
- 1996: Hiatus (Fernsehfilm)
- 1997: Chasing Amy (R+D)
- 1999: Dogma (D+R+S)
- 2000: Scream 3 (D)
- 2001: Clerks: Uncensored (Zeichentrickserie)
- 2001: Jay und Silent Bob schlagen zurück (Jay and Silent Bob Strike Back, R+D)
- 2002: The Flying Car (Fernsehfilm)
- 2003: Daredevil (D)
- 2004: Jersey Girl (R+D)
- 2005: Veronica Mars (Fernsehserie, Episode Busfahrer Ed)
- 2006: Clerks 2 (Clerks II, R+D)
- 2006: Lieben und lassen (Catch and Release, D)
- 2006: Southland Tales (D)
- 2007: Stirb langsam 4.0 (Live Free or Die Hard, D)
- 2007: Reaper – Ein teuflischer Job (Fernsehserie, Pilotfolge, R)
- 2008: Zack and Miri Make a Porno (R+S)
- 2009: Fanboys (D)
- 2010: 4.3.2.1 (D)
- 2010: Cop Out – Geladen und entsichert (Cop Out, R+S)
- 2011: Red State (R+S)
- 2014: Tusk (R+S)
- 2015, 2019: The Big Bang Theory (Fernsehserie, 2 Episoden, D)
- 2016: Yoga Hosers (D+R+S)
- 2017: Call of Duty: Infinite Warfare (Computerspiel, D)
- 2017: Another WolfCop (D)
- 2019: Jay and Silent Bob Reboot (R+D+S)
- 2021: Masters of the Universe – Revelation (Fernsehserie, R+D)
- 2022: Clerks III (R+D+B)
- 2024: Die wilden Neunziger (That ’90s Show, Fernsehserie, 3 Episoden, D)
- 2024: The 4:30 Movie (R+S+B)

(Legende: R = Regie, D = Darsteller, S = Schnitt, B = Buch)

## Comics
- Clerks (gezeichnet von Jim Mahfood)
- Chasing Dogma (gezeichnet von Duncan Fegredo)
- Bluntman and Chronic (gezeichnet von Michael Avon Oeming)
- Marvel Knights Daredevil # 1 – 4 (Panini) (Zeichnungen von Joe Quesada und Jimmy Palmiotti)
- 100 % Marvel Spider-Man Black Cat (Zeichnungen von Rachel und Terry Dodson)
- DC Premium 65: Batman – Kakofonie und DC Premium 72: Batman – Der Teufelskreis (gezeichnet von W. Flanagan)

## Bibliografie
- Kevin Smith: Tough Sh*t. Ein Fettsack mischt Hollywood auf! Wilhelm Heyne, München 2013, ISBN 978-3-453-26854-8. (Autobiografie)